# Älghults församling

Vapen som användes tidigare av Älghults landskommun

Älghults församling är en församling i Uppvidinge pastorat i Njudung-Östra Värends kontrakt i Växjö stift, i Uppvidinge kommun. 
Församlingskyrkor är Älghults kyrka och Fröseke kapell.

## Administrativ historik
Församlingen har medeltida ursprung.
Församlingen var fram till 1 maj 1921 moderförsamling i pastoratet Älghult och Hälleberga för att därefter till 2014 utgöra ett eget pastorat.. Från 2014 ingår församlingen i Uppvidinge pastorat.

## Kyrkoherdar
| Ämbetstid | Namn                        | Levnadstid | Övrigt                         |
| --------- | --------------------------- | ---------- | ------------------------------ |
| 1345      | Botolphus                   |            |                                |
| 1543      | Thord                       |            |                                |
| 1549–1564 | Rasmus Persson              |            |                                |
| 1565–1612 | Chrisopherus Magni          |            |                                |
| 1612–1624 | Johannes Christophori       | död 1624   |                                |
| 1624–1637 | Laurentius Svenonis         | död 1637   |                                |
| 1637–1639 | Johannes Erici Junander     |            |                                |
| 1639–1665 | Haquinus Laurentii Stalenus | död 1665   |                                |
| 1666–1677 | Nicolaus Svenonis Domnærus  | död 1677   |                                |
| 1678–1703 | Nicolaus Svenonis Liungberg | död 1703   |                                |
| 1703–1706 | Magnus Aulænius             | 1656–1706  |                                |
| 1707–1710 | Haquinus Ståhle             | 1662–1710  |                                |
| 1711–1718 | Sveno Arelius (Arell)       | 1662–1718  | Kyrkoherde och prost.          |
| 1719      | Nils Kiellberg              | 1670–1719  |                                |
| 1719–1732 | Nils Liungdahl              | 1678–1732  |                                |
| 1732–1762 | Nils Colliander             | 1680–1762  |                                |
| 1762–1793 | Eralnd Colliander           | 1718–1793  | Kyrkoherde och kontraktsprost. |
| 1794–1823 | Nils Colliander             | 1755–1823  |                                |
| 1823–1865 | Magnus Warstedt             | 1778–1865  | Kyrkoherde och kontraktsprost. |
| 1865–1870 | Carl Johan Engström         | 1810–1870  |                                |
| 1871–1887 | Karl Peter Borgh            | 1814–1887  |                                |
| 1888–1926 | Carl Alfred Ljungquist      | 1837–1926  |                                |
| 1926–     | Herman Werner Medin         | 1874–      |                                |

### Komministrar
| Ämbetstid | Namn                                  | Levnadstid | Övrigt                                      |
| --------- | ------------------------------------- | ---------- | ------------------------------------------- |
| 1564      | Jonas Gudmundi                        |            |                                             |
| 1586      | Magnus Haquini                        |            |                                             |
| 1593      | Andreas Johannis                      |            |                                             |
| 1624      | Johannes Petri Austrobergius          |            |                                             |
| 1637      | Nicolaus Bergeri                      |            |                                             |
| 1639–1651 | Nicolaus Jonae                        |            |                                             |
| 1656–1677 | Jonas Magni Vesthius                  | död 1677   |                                             |
| 1677–1679 | Laurentius Magni Wallenius (Wallerus) | död 1679   |                                             |
| 1680–1690 | Moses Svenonis                        |            | Senare pedagog i Vrigstads församling.      |
| 1690–1703 | Magnus Aulænius                       | 1656–1706  | Senare kyrkoherde i församlingen.           |
| 1704–1730 | Nils Spelin                           | 1666–1730  |                                             |
| 1731–1787 | Sveno Melén                           | 1694–1787  |                                             |
| 1787–1791 | Nils Cavallius                        | 1753–1791  |                                             |
| 1794–1827 | Carl Jacob Laurén                     | 1755–1827  |                                             |
| 1827–1846 | Jon Peter Hultbring                   |            | Senare kyrkoherde i Björkö församling.      |
| 1846–1849 | Fredric Wilhelm Ekström               |            | Senare kyrkoherde i Åseda församling.       |
| 1850–1875 | Carl Anders Sommarin                  | 1810–1875  |                                             |
| 1876–1883 | Lars Abraham Viktor Norlén            |            | Senare kyrkoherde i Nöbbele församling.     |
| 1884–1898 | Claës August Lind                     |            | Senare kyrkoherde i Älmeboda församling.    |
| 1899–1910 | Per Henrik Ydström                    |            | Senare komminister i Hälleberga församling. |
| 1911–1921 | Ernst David Hägström                  |            | Senare kyrkoherde i Nöbbele församling.     |
| 1922–1926 | Per Theofrid Liljorstrand             |            | Senare kyrkoherde i Dädesjö församling.     |
| 1926–     | Sven August Ärenman                   | 1900–      |                                             |